# Lista zabytków w Paoli (Malta)
To jest lista zabytków w miejscowości Paola na Malcie, które są umieszczone na liście National Inventory of the Cultural Property of the Maltese Islands.

## Lista
| Nazwa zabytku                                      | Lokalizacja                                   | Współrzędne                                   | Nr na liście NICPMI | Zdjęcie |
| -------------------------------------------------- | --------------------------------------------- | --------------------------------------------- | ------------------- | ------- |
| Świątynie Kordin                                   | Triq Kordin                                   | 35°52′37,7″N 14°30′32,5″E/35,877141 14,509028 | 00045               |         |
| Hypogeum Ħal Saflieni                              | Triq iċ-Ċimiterju                             | 35°52′10,0″N 14°30′25,0″E/35,869444 14,506949 | 00047               |         |
| Schron z okresu II wojny światowej                 | Triq Sant’ Ubaldeska / Triq L-Arkata          | 35°52′18,5″N 14°30′21,1″E/35,871817 14,505873 | 00054               |         |
| Nisza św. Rity                                     | "il-Pagun", Telgħet Raħal Ġdid                | 35°52′38,2″N 14°30′08,3″E/35,877277 14,502309 | 00623               |         |
| Kościół św. Antoniego z Padwy (Kapucynów)          | Misraħ Sant’ Antnin                           | 35°52′37,1″N 14°30′34,8″E/35,876968 14,509676 | 00624               |         |
| Nisza św. Antoniego z Padwy                        | Triq Bormla / Sqaq Sant’ Antnin               | 35°52′27,0″N 14°30′31,0″E/35,874172 14,508624 | 00625               |         |
| Nisza Matki Bożej z Góry Karmel                    | 57 Triq Ħaż-Żabbar                            | 35°52′22,8″N 14°30′32,9″E/35,872992 14,509131 | 00626               |         |
| Płaskorzeźba Matki Bożej Dobrej Rady               | 65 Triq Ħaż-Żabbar                            | 35°52′23,3″N 14°30′34,6″E/35,873144 14,509601 | 00627               |         |
| Nisza Najświętszego Serca Jezusowego               | 67 Triq Ħaż-Żabbar                            | 35°52′23,6″N 14°30′35,1″E/35,873211 14,509741 | 00628               |         |
| Nisza św. Franciszka                               | 33 Pjazza Antoine De Paule                    | 35°52′17,0″N 14°30′26,5″E/35,871387 14,507352 | 00629               |         |
| Nisza św. Piotra                                   | Pjazza Antoine De Paule                       | 35°52′14,8″N 14°30′26,2″E/35,870770 14,507265 | 00630               |         |
| Nisza św. Pawła                                    | Pjazza Antoine De Paule / Triq Sammat         | 35°52′13,9″N 14°30′26,1″E/35,870539 14,507262 | 00631               |         |
| Nisza Matki Bożej                                  | Pjazza Antoine De Paule / Triq Sammat         | 35°52′13,7″N 14°30′26,1″E/35,870473 14,507260 | 00632               |         |
| Nisza św. Wincentego Ferreriusza                   | 88 Triq Sammat / Triq it-Tarzna               | 35°52′13,2″N 14°30′28,5″E/35,870347 14,507920 | 00633               |         |
| Nisza Niepokalanego Poczęcia                       | Triq it-Tarzna / 10 Triq Santa Monika         | 35°52′15,4″N 14°30′29,0″E/35,870952 14,508051 | 00634               |         |
| Kościół św. Jana Chrzciciela (Wieczystej Adoracji) | 19 Triq Santa Monika                          | 35°52′15,1″N 14°30′28,8″E/35,870850 14,508001 | 00635               |         |
| Nisza św. Józefa                                   | Triq il-Karmnu / Triq San Ġużepp              | 35°52′10,7″N 14°30′32,9″E/35,869629 14,509126 | 00636               |         |
| Nisza Matki Bożej                                  | 83/85 Triq il-Knisja                          | 35°52′18,5″N 14°30′33,9″E/35,871815 14,509426 | 00637               |         |
| Nisza Matki Bożej Różańcowej                       | 109 Triq Sammat                               | 35°52′13,4″N 14°30′29,5″E/35,870389 14,508208 | 00638               |         |
| Kościół Jezusa z Nazaretu                          | 46 Triq Ħal Luqa                              | 35°52′09,1″N 14°30′25,4″E/35,869182 14,507062 | 00639               |         |
| Bazylika Chrystusa Króla                           | Pjazza Antoine De Paule                       | 35°52′18,2″N 14°30′29,3″E/35,871714 14,508140 | 00640               |         |
| Nisza Chrystusa Ukrzyżowanego                      | Pjazza Antoine De Paule / Triq Ninu Cremona   | 35°52′19,3″N 14°30′25,9″E/35,872022 14,507192 | 00641               |         |
| Nisza św. Józefa                                   | 27 Triq L-Arkata / Triq Sant’ Ubaldeska       | 35°52′18,1″N 14°30′21,2″E/35,871705 14,505894 | 00642               |         |
| Kościół św. Ubaldeski                              | Triq Sant’ Ubaldeska                          | 35°52′19,5″N 14°30′20,8″E/35,872079 14,505786 | 00643               |         |
| Nisza Matki Boskiej Łaskawej                       | 47 Triq Ninu Cremona / 3 Triq Sant’ Ubaldeska | 35°52′19,9″N 14°30′22,0″E/35,872182 14,506100 | 00644               |         |
| Nisza Najświętszego Serca Jezusowego               | Triq Sant’ Ubaldeska / Triq is-Sultana        | 35°52′21,7″N 14°30′22,0″E/35,872701 14,506121 | 00645               |         |
| Nisza Matki Bożej z Lourdes                        | Triq il-Belt Valletta / Triq il-Ġdida         | 35°52′24,0″N 14°30′17,4″E/35,873333 14,504831 | 00646               |         |
| Kościół parafialny pw. Matki Bożej z Lourdes       | Triq F. Tortell / Triq Brittanja              | 35°52′27,0″N 14°30′10,9″E/35,874178 14,503040 | 00647               |         |